# Джиджи Долин
Присцилла Ли Келли (англ. Priscilla Lee Kelly, род. 5 июня 1997, Дугласвилл, Джорджия) — американский рестлер, в настоящее время выступающая в WWE на бренде NXT под именем Джи́джи До́лин (англ. Gigi Dolin).
До подписания контракта с WWE Келли выступала в Major League Wrestling (MLW). Она наиболее известна по выступлениям в Shine Wrestling, где она является бывшей чемпионкой Nova.

## Ранняя жизнь
Присцилла Ли Келли родилась 5 июня 1997 года в семье цыганского происхождения в Дугласвилле, Джорджия. Она бросила школу в возрасте 12 лет. Когда ей было 14 лет, она приняла участие в первом сезоне реалити-шоу «Моя большая жирная американская цыганская свадьба», в котором она была главной героиней эпизода «14 and Looking for Mr. Right». Её младший брат познакомил её с рестлингом.

## Карьера в рестлинге

### Независимая сцена (2015—2021)
В декабре 2018 года Келли провела матч против Туны в рамках промоушена Suburban Fight в Лос-Анджелесе. Во время матча, когда Туна лежал на стальном стуле, Келли достала из колготок окровавленный тампон и засунула его в рот Туне. Съемки матча не привлекали внимания в течение недели, пока Гейл Ким не прокомментировала их в Твиттере с отвращением, после чего запись стала вирусной. Ветераны рестлинга, такие как Джим Росс, Анджелина Лав и Тесса Бланшар, также негативно отозвались о матче, а Грегори Хелмс в шутку спросил, был ли это «Матч до первой крови». Келли защищала этот приём, заявив, что он проходил в баре, где зрители должны быть старше 21 года, и что это было просто развлечение, подтвердив, что использование тампона было сценарным событием матча и что на самом деле это был не использованный тампон. Позже она заявила, что к женщинам применяются двойные стандарты по сравнению с мужчинами, приведя в пример Джоуи Райана, который засовывал леденец в рот многим рестлерам после того, как вытаскивал его из своего трико. Её мнение поддержала Реби Скай. Такие рестлеры, как Томми Дример, Тэзз, и Райан выступили в защиту Келли, заявив, что она сделала свою работу, и это сработало. Роуд Догг сначала критиковал её за этот сюжет, пока Райан не назвал его виновным в подобных сюжетах в эпоху Attitude, в частности в печально известном сюжет с Мэй Янг «Рождение руки», после чего он публично извинился перед Келли.

### All Elite Wrestling (2019, 2020)
Келли появилась на шоу All Out, приняв участие в матче Casino Battle Royal. Она также встретилась с Бритт Бейкер, проиграв в эпизоде AEW Dynamite от 23 января, который был снят с шоу Криса Джерико Rock 'N' Wrestling Rager at Sea Part Deux: Second Wave.

### WWE (2021—н.в.)
30 июля 2018 года было объявлено, что Келли станет участницей второго турнира WWE Mae Young Classic. В первом раунде она проиграла Деонне Пурраццо.
20 января 2021 года NXT объявил о подписании контракта с Келли, где она будет выступать под именем Джиджи Долин и дебютирует с участия в женском турнире Dusty Rhodes Tag Team Classic. В турнире она участвовала в команде с Корой Джейд, где они столкнулись с «Путь» (Кэндис Ле Рей и Инди Хартвелл) и проиграли им в первом раунде. В эпизоде NXT от 27 июля Долин создала альянс с Мэнди Роуз и Джэси Джейн, названный «Токсичное влечение». На Halloween Havoc Долин и Джейн победили Ио Cирай и Зоуи Старк, а также Инди Хартвелл и Першу Пиротту в тройном командном матче «Страшный путь в ад» и выиграли женское командное чемпионство NXT.

## Личная жизнь
21 ноября 2018 года Келли вышла замуж за рестлера Дарби Аллина. В августе 2020 года она объявила, что они разводятся. Во время интервью на подкасте Вики Герреро четыре месяца спустя она подтвердила, что они с Аллином больше не женаты, но остаются друзьями.

## Титулы и достижения
- F1RST Wrestling
  - Чемпион аптауна VFW (1 раз)[15]
- Georgia Premier Wrestling
  - Together We Fight Tournament (1 раз) — с Чип Дэй[16]
- Grim’s Toy Show Wrestling
  - Межгендерный чемпион GTS (1 раз)
- Pro Wrestling Illustrated
  - № 38 в топ 10 женщин-рестлеров в рейтинге PWI Women’s 100 в 2020[17]
- Rogue Wrestling
  - Командный чемпион Rogue (1 раз) — с Випресс[18]
- Shine Wrestling
  - Чемпион Nova (1 раз)[19]
  - SHINE Nova Championship Inaugural Tournament (2017)[20]
- WWE
  - Командный чемпион NXT среди женщин (2 раза) — с Джэси Джейн[21][22]